# Ritratto di condottiero
Il Ritratto di condottiero è un dipinto olio su tavola (51x37 cm) di Giovanni Bellini, databile al 1495-1500 e conservato nella National Gallery of Art di Washington.

## Storia
Il ritratto è uno dei migliori esempi della produzione di Bellini in questo campo, avviata almeno dal 1474. Il dipinto, di provenienza e soggetto ignoti (nonostante le numerose ipotesi), si trovava nelle collezioni del dottor Pellegrini a Venezia, che lo vendette nel 1786 a Sir Abraham Hume. Passato ai suoi eredi, venne venduto sul mercato londinese nel 1923 e poi di nuovo nel 1936, quando venne acquistato dalla Samuel H. Kress Foundation, per venire poi donato al museo nel 1939.

## Descrizione e stile
Il ritratto mostra un maturo condottiero con il busto a tre quarti, su uno sfondo scuro. Se l'influenza di base è ancora quella di Antonello da Messina nell'impostazione dell'opera, vi si riconosce ormai un affrancamento dai "tipi" del messinese. Una datazione tradizionale al 1482-1485, troppo precoce, si basava sull'identificazione con Jacopo Marcello, capitano generale della Repubblica di Venezia in quegli anni, del quale è documentato un ritratto del Bellini nella casa di famiglia. Altre identificazioni spaziano tra il bergamasco Bartolomeo Colleoni, Vittorio Pavoni (Heinemann 1962, che riferiva l'opera a Gentile Bellini), Bartolomeo d'Alviano (secondo una testimonianza di Vasari) e Giovanni Emo. Tali identificazioni hanno fatto oscillare la datazione nelle proposte degli studiosi tra il 1475 e il 1500, anche se considerazioni stilistiche farebbero propendere per un periodo dopo il 1485, per lo sgancio dai modelli di Antonello.
Il segno del ritratto è ancora molto rilevato plasticamente, ma altri dettagli sono intonati a una maggiore morbidezza, come il viso dai tratti forti e ossuti ma resi senza ricorrere a piani netti, o come il manto di broccato, ammorbidito da linee attenuate invece dell'iperrealismo degli anni 1480: tutto ciò rimanderebbe ai secondi anni novanta.